# 安田浩 (歴史学者)
安田 浩（やすだ ひろし、1947年3月7日 - 2011年9月10日）は、日本の歴史学者。専門は日本近代史。
東京教育大学文学部卒業、東京教育大学大学院文学研究科博士課程単位取得退学。埼玉大学教養部講師・助教授・教授、同教養学部教授を経て、千葉大学文学部教授。
主に大正デモクラシー期の労働運動や近代皇室を研究領域とした。

## 人物
一橋大学名誉教授渡辺治とは東京都立戸山高等学校の同期生で親友。東京教育大学では家永三郎、大江志乃夫らに師事。家永教科書裁判では、家永を支援する歴史学関係者の会の事務局を担当した。
1980年代後半からは、近代天皇制研究にとりくむ。1987年の「近代天皇制国家試論」では、渡辺の「基軸的官僚機構論」を援用することで、明治憲法制定から大政翼賛会成立までを、一貫して維持された外見的立憲制と、社会的変化に対応して変化する中軸的国家装置という二元的構成により、近代天皇制国家が一貫して保持し続けた専制的特質とその段階的変化を規定した。また、1998年に刊行された『天皇の政治史』では、立憲君主と輔弼責任をめぐる家永三郎と永井和の論争点を引き継ぎ、受動的君主と能動的君主の二つの性格を併せ持った近代天皇制国家の天皇という、王政復古からポツダム宣言受諾までの総過程における一般規定としての理論仮説を提示し論証した。
こうした観点から、晩年には、近代天皇制をイギリス立憲君主制と同質とする伊藤之雄の見解を鋭く批判している。一橋大学名誉教授加藤哲郎は、安田の業績を「歴史学の王道を行く重厚でオーソドックスな仕事」と高く評し、その人柄を「学問的には厳しいが、暖かい人でした。」と述べている。

## 略歴
- 1971年3月 東京教育大学文学部史学科卒業
- 1977年3月 東京教育大学文学研究科日本史学専攻（博士課程）単位修得退学
- 1978年3月 埼玉大学教養部講師
- 1979年4月 埼玉大学教養部助教授
- 1991年4月 埼玉大学教養部教授
- 1995年4月 埼玉大学教養学部教授
- 2000年4月 千葉大学文学部教授
- 2006年4月 千葉大学理事

## 著書

### 単著
- 『大正デモクラシー史論 大衆民主主義体制への転形と限界』（校倉書房、1994年）
- 『天皇の政治史 睦仁・嘉仁・裕仁の時代』（青木書店、1998年。吉川弘文館より2019年に復刊）
- 『近代天皇制国家の歴史的位置 普遍性と特殊性を読みとく視座』（大月書店、2011年）

### 共編著
- （坂野潤治、宮地正人、高村直助、渡辺治）『シリーズ日本近現代史 構造と変動』全4巻（岩波書店、1993年 - 1994年）
- （源川真希）『展望日本歴史19 明治憲法体制』（東京堂出版、2002年）
- （菅原憲二）『国境を貫く歴史認識 教科書・日本、そして未来』（青木書店、2002年）
- （趙景達）『戦争の時代と社会 日露戦争と現代』（青木書店、2005年）